# Call and Response: The Remix Album
Call and Response: The Remix Album è un album di remix del gruppo musicale statunitense Maroon 5, pubblicato il 9 dicembre 2008.

## Tracce
1. If I Never See Your Face Again (Swizz Beatz feat. Cross) – 3:46
2. Wake Up Call (Mark Ronson feat. Mary J. Blige) – 3:12
3. Sunday Morning (Questlove) – 3:47
4. Makes Me Wonder (Just Blaze) – 5:55
5. This Love (C. "Tricky" Stewart) – 2:58
6. She Will Be Loved (Pharrell Williams) – 4:22
7. Shiver (DJ Quik) – 2:45
8. Wake Up Call (David Banner) – 3:21
9. Harder to Breathe (The Cool Kids) – 2:58
10. Little of Your Time (Bloodshy & Avant) – 3:54
11. Little of Your Time (Of Montreal) – 3:00
12. Goodnight Goodnight (Deerhoof) – 4:02
13. Not Falling Apart (Deerhoof) – 6:09
14. Better That We Break (Ali Shaheed Muhammad & Doc) – 2:40
15. Secret (Premier 5 Remix) – 3:54
16. Woman (Sam Farrar) – 4:12
17. This Love (Cut Copy Galactic Beach House Mix) – 7:21
18. If I Never See Your Face Again (Paul Oakenfold feat. Rihanna) – 7:03